# Viorel Marian Pană
Viorel Marian Pană (n. 25 septembrie 1957) este un fost senator român în legislatura 1996-2004 ales în județul Constanța pe listele PD, iar mai apoi ca independent. Totodată, Viorel Marian Pana este unul dintre fondatorii Bursei de Valori București (BVB), dar și a celei de mărfuri din Constanța, fost președinte al ambelor instituții.    
În cadrul activității sale parlamentare în legislatura 1996-2000, Viorel Marian Pană a fost membru în grupurile de prietenie cu Republica Federativă a Braziliei și Republica Ecuador.  În iunie 2000, Viorel Marian Pană a devenit parlamentar independent. Viorel Marian Pană a fost ales senator în legislatura 2000-2004 pe listele PD iar din iunie 2004 a fost senator independent.     
În cadrul activității sale parlamentare în legislatura 2000-2004, Viorel Marian Pană a fost membru în grupurile de prietenie cu Republica Costa Rica și Republica Ecuador. În legislatura 1996-2000, Viorel Marian Pană a inițiat 6 propuneri legislative, din care 2 au fost promulgate lege iar în legislatura 2000-2004 a inițiat 5 propuneri legislative, din care 1 a fost promulgată lege.     
În legislatura 1996-2000, Viorel Marian Pană a fost membru în comisia pentru buget, finanțe, activitate bancară și piață de capital iar în legislatura 2000-2004 el a fost membru în  comisia pentru muncă, familie și protecție socială (din mar. 2004) și în comisia economică, industrii și servicii (până în apr. 2004), fiind vicepreședinte până în dec. 2003.    